# Rinoceront de Sumatra
El rinoceront de Sumatra (Dicerorhinus sumatrensis) és un membre de la família Rhinocerotidae i una de les cinc espècies vives de rinoceront. És l'única espècie vivent del gènere Dicerorhinus. És el rinoceront més petit, tot i que es considera un gran mamífer. El rinoceront fa entre 112 i 145 cm d'alçada a l'espatlla, amb una llargada del cap i del cos d'entre 2,36 i 3,17 m i una cua d'entre 35 i 70 cm. El pes del rinoceront va des dels 500 kg fins als 1000, normalment entre 700 i 800 kg, tot i que hi ha un rècord d'un espècimen de 2000 kg. Com les espècies africanes, té dues banyes; la més gran és la nasal, que típicament fa entre 15 i 25 cm, mentre que l'altra banya normalment és un esborrany. La major part del cos del rinoceront de Sumatra està recobert d'un pelatge de color vermell-marró.
Els membres de l'espècie habiten selves pluvials, pantans i boscos nebulosos de l'Índia, Bhutan, Bangladesh, Myanmar, Laos, Tailàndia, Malàisia, Indonèsia i la Xina. En temps històrics visqueren al sud-oest de la Xina, especialment a Sichuan. Actualment, es troben en perill crític, amb sis poblacions substancials en llibertat: quatre a Sumatra, una a Borneo i una a la península Malaia. És difícil determinar els seus números, ja que són animals solitaris molt escampats pels llocs on habiten, però s'estima que n'hi ha menys de 275. El declivi en el nombre de rinoceronts de Sumatra es deu principalment a la caça furtiva per les seves banyes, les quals són altament valuoses en la medicina tradicional xinesa, arribant a costar gairebé 22238 € per quilogram en el mercat negre.
El rinoceront de Sumatra és una animal majoritàriament solitari, excepte pel festeig i per fer créixer els cadells. És l'espècie de rinoceront més vocal, i també es comunica a través de marcar el sòl amb els seus peus, deformant els arbres en patrons, i deixant excrements. L'espècie està millor estudiada que la similar reclusiva, el rinoceront de Java, en part degut a un programa que portà 40 rinoceronts de Sumatra en captivitat amb l'objectiu de preservar l'espècie. El programa es va considerar un desastre fins i tot pel seu iniciador; la majoria de rinoceronts moriren i no es produí descendència durant 20 anys, representant un declivi en població encara pitjor que en llibertat.
L'últim exemplar de mascle i femella de rinoceront de Sumatra van morir el maig i el novembre de 2019, respectivament, fet que converteix l'espècie en localment extinta en aquell país. Només sobreviu a Indonèsia, i en aquell moment quedaven menys de 80 exemplars.

## Taxonomia i nom

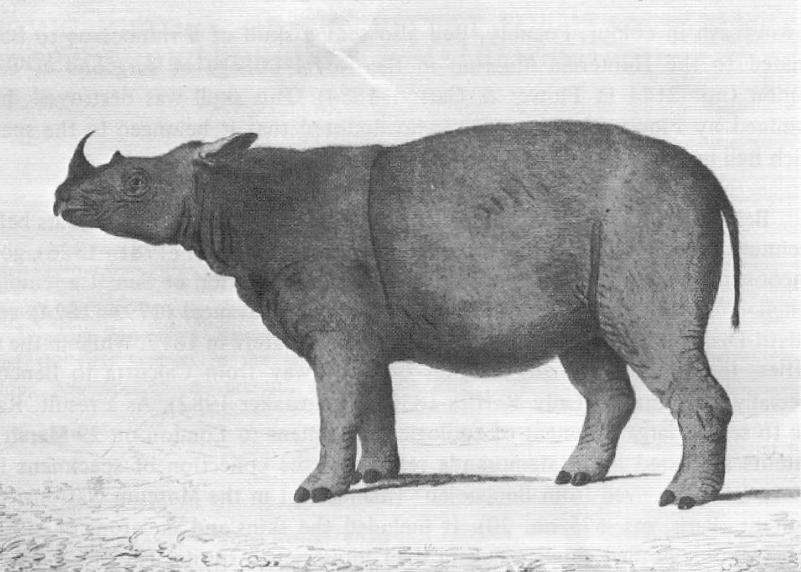
Primer dibuix del primer espècimen conegut a la ciència occidental, per William Bell, 1793.

El primer rinoceront de Sumatra documentat fou abatut a 16 km de Fort Marlborough, prop de la costa oest de Sumatra, el 1793. Els dibuixos de l'animal, i una descripció escrita, s'enviaren al naturalista Joseph Banks, llavors president de la Royal Society of London, qui publicà un treball sobre l'espècimen aquell any. No fou fins al 1814, tanmateix, quan se li donà un nom científic a l'espècie, per Johann Fischer von Waldheim, un científic i conservador alemany de l'State Darwin Museum de Moscou, Rússia.
El nom científic Dicerorhinus sumatrensis prové dels termes grecs di (δι, que significa ‘dos’), cero (κέρας, que significa ‘banya’), i rhinos (ρινος, que significa ‘nas’. Sumatrensis significa ‘de Sumatra’, l'illa indonèsia on es descobrí l'espècie de rinoceront. Carl von Linné va classificar originalment tots els rinoceronts en el gènere Rhinoceros; per tant l'espècie s'identificava llavors com a Rhinoceros sumatrensis. Joshua Brooke, veient les dues banyes del rinoceront, va canviar el rinoceront de Sumatra a un gènere diferent del gènere de rinoceronts d'una banya Rhinoceros, posant-lo al gènere Didermocerus l'any 1828. Constantin Wilhelm Lambert Gloger va proposar el nom Dicerorhinus el 1841. El 1868, John Edward Gray va proposar el nom Ceratorhinus. Normalment s'utilitzaria el nom antic, però una norma del 1977 de la Comissió Internacional de Nomenclatura Zoològica establí el nom de gènere correcte Dicerorhinus.
Existeixen tres subespècies:
D. s. sumatrensis (o rinoceront de Sumatra occidental). Només en queden 170-230 exemplars, la majoria en els parcs nacionals de Buki Barisan Selatan i Gunung Leuser a Sumatra. També en viuen uns 75 a la Malàisia peninsular. Les amenaces principals en aquesta subespècie són la pèrdua d'hàbitat i la caça furtiva il·legal. Hi ha una lleugera diferència genètica entre aquesta subespècie i l'oriental. Els rinoceronts de la Malàisia peninsular es coneixien com a D. s. niger, però més tard es reconegueren com a similars als rinoceronts de l'oest de Sumatra.
D. s. harrissoni (també conegut com a rinoceront de Sumatra oriental o rinoceront de Borneo). Era un animal comú a Borneo; tot i que ara s'estima que només en queden uns 50. La població coneguda de Borneo viu a Sabah. Hi ha informes no confirmats d'animals que sobreviuen a Sarawak i Kalimantan. Aquesta subespècie s'anomena en honor de Tom Harrisson, qui va treballar molt en la zoologia i antropologia de Borneo durant els anys 60. La subespècie de Borneo és notablement més petita que les altres dues.
D. s. lasiotis, (o rinoceront de Sumatra septentrional). Vivien a Índia i Bangladesh però s'ha declarat extint en aquests països. Informes no confirmats suggereixen que n'hi ha una població petita que encara sobreviu a Birmània, però la situació política en el país no n'ha permès la verificació. El nom lasiotis deriva de la paraula grega que vol dir "orelles peludes". Estudis posteriors mostraren que el pèl de l'orella era el mateix que el d'altres rinoceronts de Sumatra, però D. s. lasiotis continuaren sent una subespècie perquè era força més gran que altres subespècies.

### Evolució
Els rinoceronts ancestrals divergiren d'altres perissodàctils durant el Ipresià. La comparació de l'ADN mitocondrial suggereix que els avantpassats dels rinoceronts moderns se separen dels avantpassats de la família dels èquids al voltant de fa uns 50 milions d'anys. La família vivent, la Rhinocerotidae, va aparèixer durant l'Eocè tardà a Euràsia, i els avantpassats de les espècies de rinoceront vivent es dispersaren d'Àsia durant el Miocè.

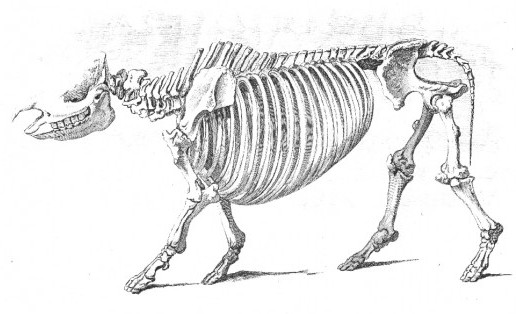
Esquelet d'un rinoceront de Sumatra.

El rinoceront de Sumatra es considera la menys derivada de les espècies vivents, ja que comparteix més característiques amb els seus avantpassats del Miocè. Proves paleontològiques en el registre fòssil daten el gènere Dicerorhinus al Ipresià, fa entre 23 i 16 milions d'anys. Alguns fòssils s'han classificat com a membres de Dicerorhinus, però no hi ha altres espècies recents en el gènere. La datació molecular suggereix una partició de Dicerorhinus de les altres quatre espècies vivent de fa 25,9 ± 1,9 milions d'anys. S'han proposat tres hipòtesis per la relació entre el rinoceront de Sumatra i les altres espècies vivents. Una hipòtesi suggereix que el rinoceront de Sumatra està molt relacionat amb els rinoceronts negre i blanc d'Àfrica, posant com a prova que l'espècie té dues banyes, en comptes d'una. Altres taxonomistes consideren el rinoceront de Sumatra un tàxon germà dels rinoceronts de l'Índia i de Java perquè la seva distribució és molt similar. Una tercera hipòtesi, basada en anàlisis més recents, tanmateix, suggereixen que els dos rinoceronts africans, els dos rinoceronts asiàtic i el rinoceront de Sumatra representen tres llinatges essencials diferents que se separen va 25,9 milions d'anys i, per tant, és incert quin grup va divergir primer.
Degut a les característiques semblants morfològiques, es creu que el rinoceront de Sumatra està estretament relacionat amb l'extint rinoceront llanut (Coelodonta antiquitatis). El rinoceront llanut, anomenat pel seu pelatge que comparteix amb el rinoceront de Sumatra, va aparèixer per primer cop a la Xina i cap al Plistocè superior es va distribuir per tot el continent d'Euràsia, des de Corea fins a Espanya. Els rinoceronts llanuts sobrevisqueren a l'última edat de gel, però com el mamut llanut, la majoria o tots s'extingiren fa 10.000 anys. Encara que alguns estudis morfològics qüestionaren la relació, les anàlisis moleculars recents han donat suport a les dues espècies com a tàxons germans.

## Descripció

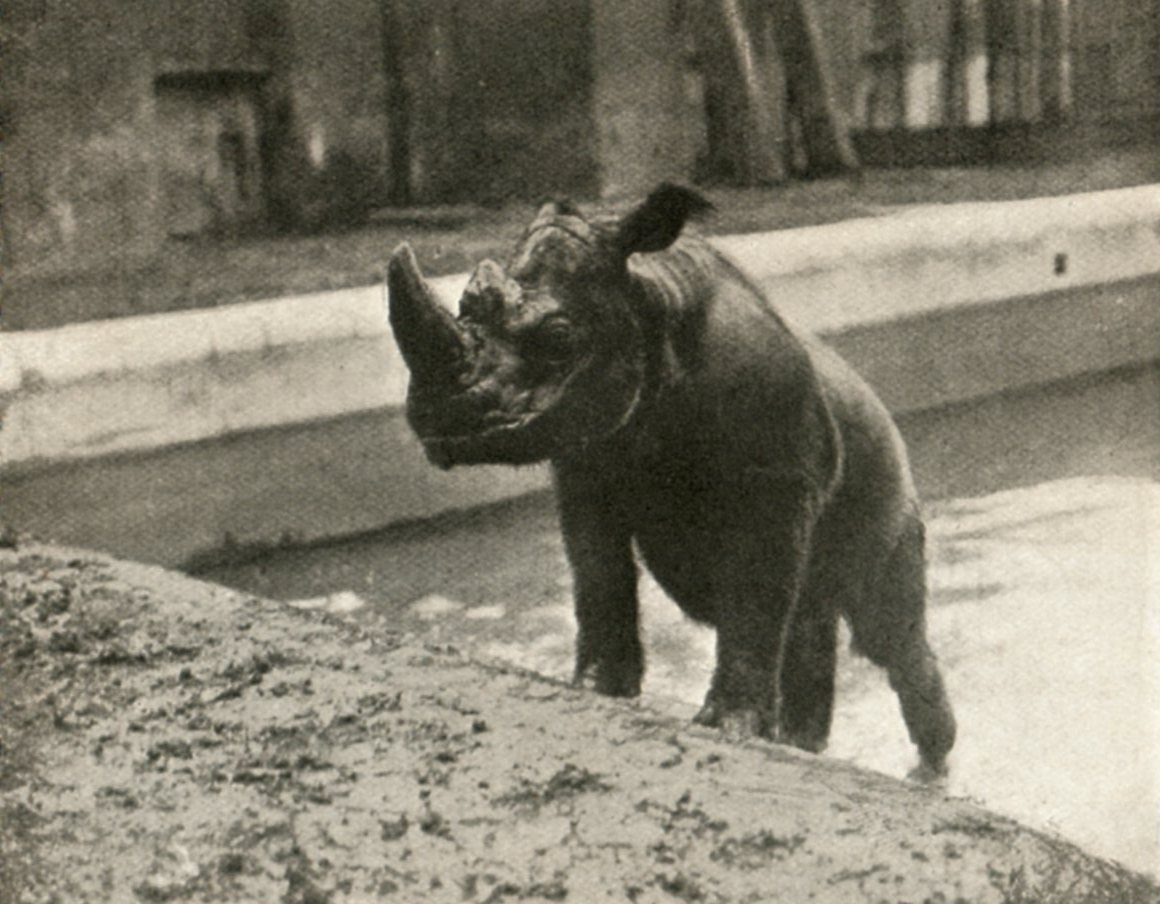
Mascle de l'extint D.s. lasiotis amb una banya frontal molt gran, al Zoo de Londres ca. 1904

En aquesta espècie es donen un bon nombre de característiques primitives que la diferencien clarament de les altres quatre que existeixen en l'actualitat, entre elles la presència d'incisius en els individus adults (perduts durant la infància en altres espècies, que empren els seus llavis endurits per tallar la vegetació de la qual s'alimenten) i una capa de pèl marró-vermellós que recobreix el seu cos, encara que els individus vells tendeixen a perdre-la.
Al contrari que els rinoceronts de l'Índia i Java, el rinoceront de Sumatra és l'únic asiàtic que no posseeix una sola banya, sinó dues, com els rinoceronts africans. El registre fòssil indica que aquesta espècie ha romàs pràcticament invariable en els últims dos milions d'anys, i que no està especialment emparentada amb cap dels rinoceronts actuals. Els seus parents més propers semblen ser espècies extintes a la fi del Plistocè com el rinoceront llanut, el rinoceront estepari o el rinoceront de Merck, que visqueren en diferents llocs d'Àsia i Europa.
L'altura a les espatlles és de només 1,4 metres en el cas dels mascles; les femelles, que són més petites, poden fins i tot mesurar només 90 centímetres d'altura. Els mascles també tenen unes banyes més desenvolupades, sobretot el de davant. Un rinoceront de Sumatra madur fa entre 120 i 145 cm d'altura a l'espatlla, i el seu cos té una longitud d'uns 250 cm i pesa de 500 a 800 kg, tot i que els exemplars més grans en zoos han arribat a pesar fins a 1000 kg. Com les espècies africanes, té dues banyes. La més gran és la nasal, que típicament fa entre 15 i 25 cm, encara que la més llarga que se sàpiga en un espècimen és de 81 cm. La posterior és més petita, que normalment fa menys de 10 cm, i sovint més petita que un tirador. La banya nasal també s'anomena banya anterior, i la banya petita posterior es pot anomenar banya frontal. Les banyes són de color gris fosc o negrer. Els mascles tenen banyes més grans que les femelles, encara que l'espècie no mostra dimorfisme sexual. El rinoceront de Sumatra viu entre 30 i 45 anys en llibertat, mentre que el rècord d'anys en captivitat és una femella de la subespècie D. lasiotis, que va morir amb 32 anys i 8 mesos al Zoo de Londres el 1900.
Dos plecs prims de pell encerclen el cos darrere les potes anteriors i abans de les potes posteriors. El rinoceront té un plec de pell més petit al voltant del seu coll. La pell és prima, només fent de 10 a 16 mm, i en llibertat el rinoceront sembla no tenir greixos subcutanis. El pèl pot sortir dens (els més densos es troben en els panxells dels joves) o escàs, i normalment és de color vermell-marronós. En llibertat aquest pèl és difícil d'observar perquè els rinoceronts sovint estan recoberts de fang. En captivitat, tanmateix, el pèl creix i esdevé més pelut, segurament degut a menys abrasió de caminar a través de vegetació. El rinoceront té una taca de pèl llarg al voltant de les orelles i una mata de pèl prima al final de la cua, Com tots els rinoceronts, té una visió molt pobre. El rinoceront de Sumatra és ràpid i àgil, escala muntanyes i travessa pendents escarpades i ribes de rius fàcilment.

## Distribució i hàbitat

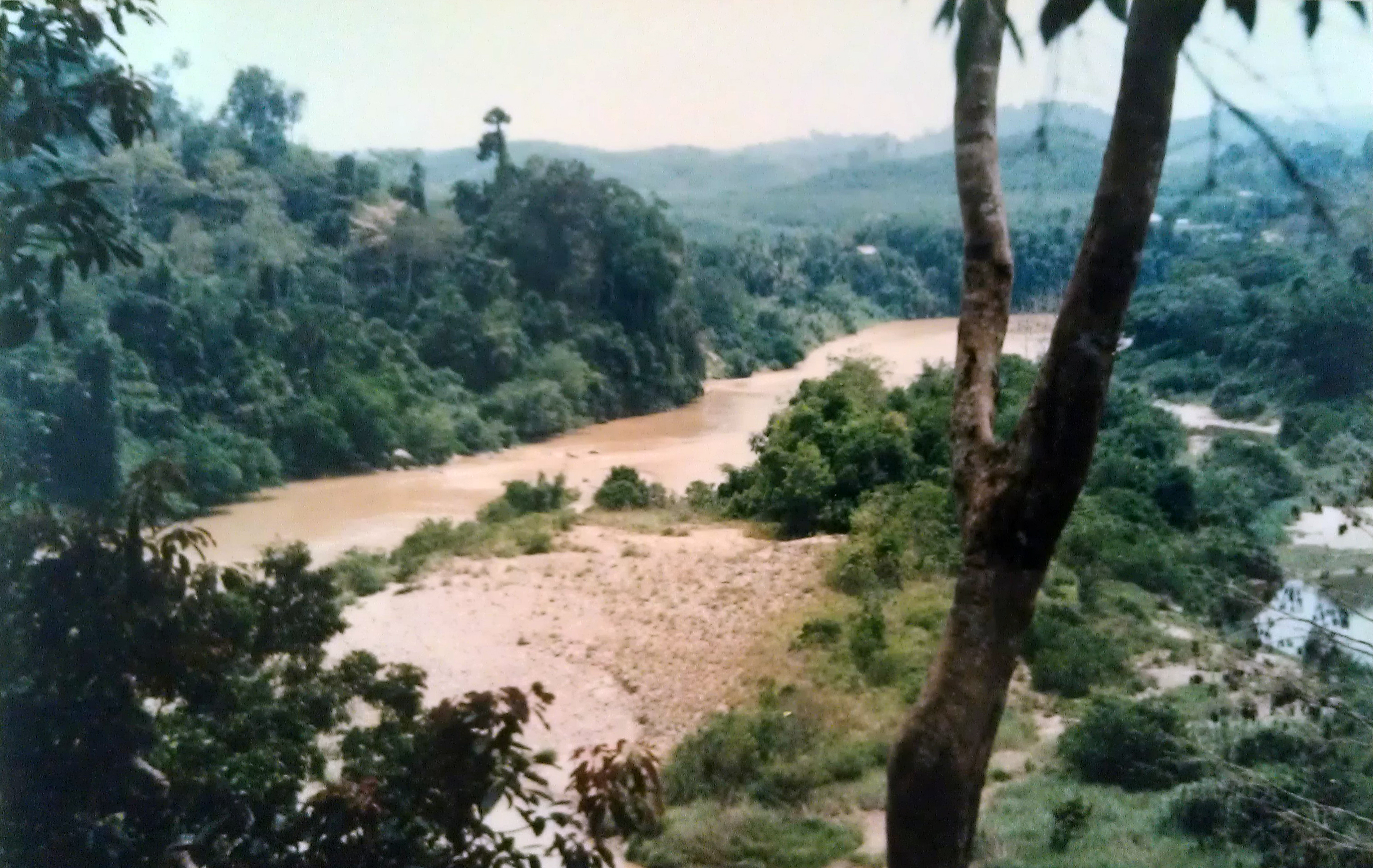
El Parc Nacional de Taman Negara National Park conté l'única població concentrada coneguda de rinoceronts de Sumatra a l'Àsia principal.

Malgrat el seu nom, aquests animals mai han estat restringits a l'illa de Sumatra. La seva àrea de distribució original s'estenia per les faldes de l'Himàlaia a Bhutan, Índia oriental, Myanmar, Indoxina, sud de la Xina, Malaca, Sumatra i Borneo, però la caça i la destrucció del seu hàbitat el fa córrer un greu perill d'extinció en l'actualitat. Avui se'l troba únicament en àrees muntanyenques remotes de la península de Malaca, Sumatra i nord-est de Borneo, protegides pels governs d'Indonèsia i Malàisia.
El rinoceront de Sumatra viu tant en terres baixes i selves pluvials secundàries en terres altes, pantans i selves nebuloses. Habita àrees muntanyoses properes a l'aigua, particularment valls altes escarpades amb molt sotabosc. El rinoceront de Sumatra habitava en un rang continu per Burma, Índia oriental i Bangladesh. Informes no confirmats també deien que habitaven Cambodja, Laos i el Vietnam. Tots els animals coneguts vius habiten la Malàisia peninsular, l'illa de Sumatra i Sabah, Borneo. Alguns conservacionistes esperen que el rinoceront de Sumatra també visqui a Burma, encara que no es consideri així. La confusió política a Burma ha previngut fer valoracions o estudis dels possibles supervivents. Els últims informes dels animals extraviats dels límits indis foren la dècada dels 1990.
El rinoceront de Sumatra està molt repartit per tot el seu abast, més que els altres rinoceronts asiàtics, que ha fet difícil pels conservacionistes protegir els membres de l'espècie efectivament. Només hi ha sis àrees conegudes que tenen comunitats de molts rinoceronts de Sumatra: el Parc Nacional de Bukit Barisan, el Parc Nacional de Gunung Leuser, el Parc Nacional de Kerinci Seblat, el Parc Nacional de Way Kambas a Sumatra, el Parc Nacional de Taman Negara a la Malàisia peninsular, i la Reserva Natural de Tabin a Sabah, Malàisia a l'illa de Borneo.

## Comportament
Com altres espècies de rinoceronts, els de Sumatra són animals solitaris i territorials que només coneixen el grup format per la femella i la seva única cria, que pareixen cada 3 o 4 anys. La seva petita grandària és especialment útil per moure's a través de l'espessa mala herba de les selves del sud-est asiàtic on viuen. També són uns excepcionals trepadors que es mouen amb molta major facilitat que altres rinoceronts per àrees muntanyenques. Durant la nit, que és quan es registra el seu major grau d'activitat, mengen una gran varietat de fulles i branques que s'introdueixen a la boca gràcies al seu prènsil llavi superior, de gran mobilitat. Els únics depredadors d'aquesta espècie són el tigre i l'home.

## Conservació
Malgrat les mesures de protecció, la caça furtiva amb la finalitat d'aconseguir les seves banyes segueix produint-se avui dia. Aquestes han estat utilitzades per la medicina tradicional xinesa des d'almenys el 2600 aC, i en l'actualitat la major demanda es concentra a la Xina, Taiwan i Corea del Sud, on es ven a preus desorbitats com a suposat remei contra els problemes digestius, l'epilèpsia, diverses febres, infarts i fins i tot la sida. El 2001 foren detingudes 11 persones al Parc Nacional de Bukit Barisan Selatan de Sumatra per matar nou rinoceronts. S'estima que de seguir a aquest ritme la caça furtiva, els 300 exemplars que existeixen al món podrien extingir-se en un termini de només 10 anys, malgrat les dures penes que els governs locals imposen als furtius detinguts, que poden arribar a superar els 3 anys de presó.